# Trichiotinus viridulus
Trichiotinus viridulus är en skalbaggsart som beskrevs av Fabricius 1775. Trichiotinus viridulus ingår i släktet Trichiotinus och familjen Cetoniidae. Inga underarter finns listade i Catalogue of Life.